# 審理 (官職)
審理是明朝王府職官名。
明制，皇子封親王，成年後之國，非特詔不得回京。故設有司輔佐之，稱王府官。各王府長史司設正官左、右長史各一人，正五品。首領官，典簿一人，正九品。屬官，審理所，審理正一人，正六品，副一人，正七品。